# Абдукаримов, Абдумавлян
Абдумавля́н Абдукари́мов (узб. Абдумавлон Абдукаримов; 1922 год, село Яр-Кыштак — 2001, там же) — тракторист Сузакской МТС Джалал-Абадской области, Киргизская ССР. Герой Социалистического Труда (15 февраля 1957).

## Биография
Родился в 1922 году в селе Яркишлак Андижанского уезда (ныне — Сузакский район Джалал-Абадской области) в крестьянской семье, по национальности узбек.
Трудовую деятельность начал с 11 лет — с 1933 года трудился разнорабочим, бригадиром полеводческой бригады в колхозе «Октябрь» Сузакского района. После окончания школы сельской механизации трудился трактористом на Сузакской МТС.
В начале войны из-за отсутствия многих мужчин проводит на полеводческих работах много времени. Позже сам стал участником в Великой Отечественной войны. После демобилизации возвратился на родину, где продолжил работать на Сузакской МТС.
С 1954 года по 1957 год трудился в механизированной хлопководческой бригаде. В 1957 году собрал в среднем по 40 центнеров хлопка с каждого гектара. Указом Президиума Верховного Совета СССР от 15 февраля 1957 года за выдающиеся успехи, достигнутые в деле увеличения производства сахарной свёклы, хлопка и продуктов животноводства, широкое применение достижений науки и передового опыта в возделывании хлопчатника, сахарной свёклы и получение высоких и устойчивых урожаев этих культур удостоен звания Героя Социалистического Труда со вручением ордена Ленина и золотой медали «Серп и Молот».
В дальнейшем работал механизатором в колхозе имени Ленина Сузакского района. В 1985 году вышел на пенсию.
Скончался в 2001 году.

## Награды
- Герой Социалистического Труда (15.02.1957)
- Орден Ленина